# Augustus alkotmányos reformjai
Augustus alkotmányos reformjai az Augustus római császár által Kr. e. 30 és Kr. e. 2 között hozott törvények sorozata, amelyek a Római Köztársaság alkotmányát a Római Birodalom alkotmányává alakították át. Az a korszak, amelyben ezek a változások történtek, akkor kezdődött, amikor Augustus legyőzte Marcus Antoniust és Kleopátrát az actiumi csatában Kr. e. 31-ben, és azzal ért véget, amikor a római szenátus megadta Augustusnak a Pater Patriae címet Kr. e. 2-ben.

## A köztársaság jogi háttere

### Történelmi alkotmány
A Római Köztársaság alkotmánya többnyire íratlan alkotmány volt, amely fokozatosan fejlődött ki a köztársaság Kr. e. 509-ben történt megalapításától fogva. Róma ügyeinek intézésében jelentős hangsúlyt fektettek a szokásokra, a mos maiorumra ("a vének útjai"). A köztársasági keretek között a legfontosabb intézmények a konzulok, a tribunusok, a tartományi kormányzók és a szenátus voltak.
- Konzulok – Minden évben két konzult választottak (egyéves mandátummal), hogy a köztársaság vezetői legyenek. A konzulok irányították a köztársaság katonai erőit, összehívhatták a Szenátust és ügyeket terjeszthettek elé, összehívhatták a Köztársaság bármely törvényhozó gyűlését, és szintén ügyeket terjeszthettek eléjük, valamint a köztársaság külkapcsolatait intézték más államokkal. Az idő múlásával a konzulok belföldi funkcióit fokozatosan más tisztviselők vették át (a pretorok a bírói, az aedilesek pedig az adminisztratív feladatokat), így a konzulok elsősorban katonai szerepkörben működtek..Míg katonai hatalmuk magán Róma városán belül korlátozott volt, hatalmuk abszolút volt a város határain kívül. A hivatali korrupció megelőzése érdekében minden konzulnak jogában állt megvétózni kollégáját. Egy év hivatali idő után a korábbi konzulokat a Szenátus kirendelte valamelyik tartomány kormányzói (prokonzul) feladatkörébe.
- Tribunusok – A tribunus hivatalát a Kr. e. 5. században hozták létre arra, hogy plebejusok ellenőrizzék a korabeli patríciusok által uralt kormányt. A rendi konfliktus megszűnését követően a tribunusok az egyes állampolgárok érdekeit képviselték az állam érdekeivel szemben. Évente tíz tribunust választottak egyéves mandátumra, és csak plebejusok tölthették be ezt a tisztséget. A tribunusok jogköre személyének sérthetetlenségén alapult, ami megakadályozta a letartóztatását, és az ellene elkövetett testi sértést főbenjáró bűnnek minősítette. A tribunusnak jogában állt összehívni a szenátust és eléje terjeszteni az ügyeket, összehívni a plebejus tanácsot és eléje terjeszteni az ügyeket, megvétózni bármely köztársasági elöljáró vagy intézmény intézkedéseit, és gyorsított büntetéssel sújtani minden olyan személyt, aki nem ismerte el a vétóját. Ha bármelyik magisztrátus (beleértve bármelyik konzult is) azzal fenyegetett, hogy intézkedést hoz egy polgár ellen, a polgár fellebbezhetett a magisztrátus döntése ellen a tribunushoz felülvizsgálat céljából. A tribunus jogköre azonban csak Róma városán belül volt érvényes.
- Tartományi kormányzók – A kormányzók voltak a Köztársaság számos tartományának (provincia) legfőbb adminisztrátorai. A kormányzó fő feladatai közé tartozott az adóbeszedés, az ügyek tárgyalása és az igazságszolgáltatás, valamint katonai parancsnokként a biztonság szavatolása. A szenátus választotta ki a kormányzókat. Bár névlegesen az uralkodó konzulok felsőbb hatalmának és a szenátus irányításának voltak alárendelve, a kormányzók a gyakorlatban nagyrészt önállóak voltak.
- Szenátus – A szenátus 300 tagból álló testület volt (mindegyikük élethosszig tartó megbízatással), amely a Köztársaság fő tanácskozó testületeként szolgált. A szenátus a senatus consulta elnevezésű rendeleteket hozta, amelyek a Szenátus "tanácsai" voltak a magisztrátusnak vagy a törvényhozó gyűlésnek, hogy mi a helyes cselekvési irány. Bár a szenátus tanácsai nem bírtak jogi erővel, a szokások szerint általában engedelmeskedtek nekik. Tanácsaival a szenátus irányította a magisztrátusokat, különösen a konzulokat a katonai konfliktusok és a külügyek intézésében. A szenátusnak óriási hatalma volt a római polgári kormányzatra is. A szenátus irányította a köztársaság pénzügyeit, mivel csak ő engedélyezhette a közpénzek kincstárból való folyósítását vagy adók kivetését. A szenátus felügyelte a tartományok közigazgatását is, és a szenátus megbízásából a szenátorok tartományi kormányzóként szolgáltak.

### Sulla reformjai

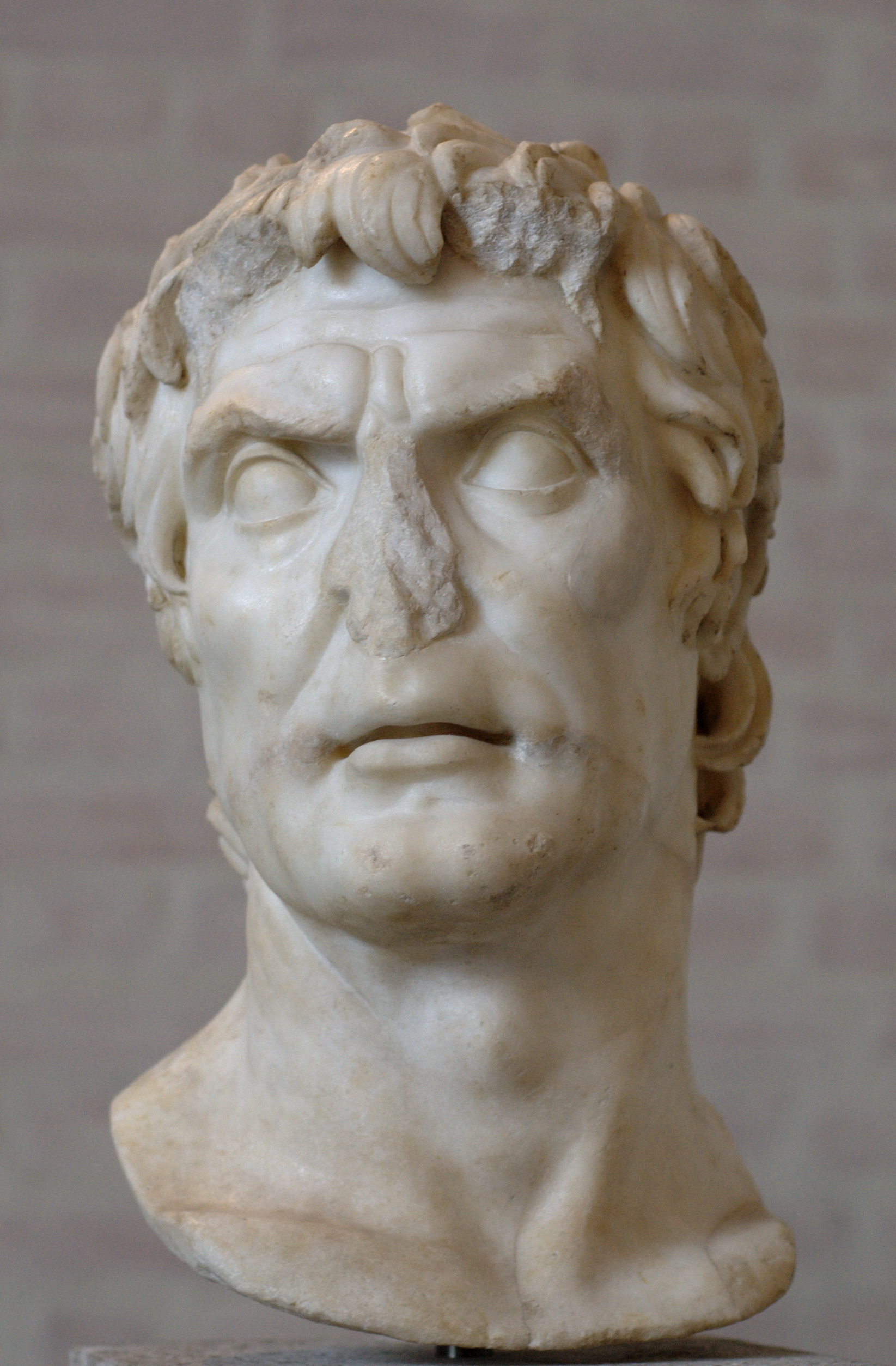
Sulla római diktátor, aki megpróbálta növelni az arisztokrácia hatalmát a tömegek rovására

Kr. e. 82-ben Lucius Cornelius Sulla tábornok Rómába vonult, és átvette az irányítást a köztársaság kormánya felett. Sullát a szenátus nevezte ki „ a köztársaság alkotmányának és törvényeinek megírásáért felelős diktátornak” ( dictator legibus faciendis et rei publicae constituendae causa ), aki a köztársaság korai éveiből származó rendkívüli tisztviselő volt. Diktátorként Sulla a Köztársaság legfelsőbb katonai és polgári tisztviselője volt. A szenátus felhatalmazást adott Sullának a köztársaság alkotmányának újjászervezésére. A hagyományos diktátori hivataltól eltérően, amely csak hat hónapig tarthatott, Sulla mandátuma korlátlan időre szólt.
Sulla, aki maga is gazdag arisztokrata, természeténél fogva konzervatív és reakciós volt. Mint ilyen, az arisztokráciát igyekezett megerősíteni a tömegekkel szemben, különös tekintettel a szenátus hatalmára. Sulla szenátusi jóváhagyást követelt meg, mielőtt bármilyen törvényjavaslatot a plebejus tanács elé terjeszthetett volna (amely a köztársaság legfőbb törvényhozó gyűlésévé fejlődött). Sulla csökkentette a tribunusok hatalmát is. A plebejus tanácsot érintő reformjaival a tribunusok gyakorlatilag elvesztették a törvénykezdeményezési jogkörüket. Sulla ezután megtiltotta, hogy a volt tribunusok más tisztséget töltsenek be, így az ambiciózus egyének többé nem törekedtek arra, hogy a tribunátusba válasszák őket, mivel egy ilyen választás véget vetett volna politikai karrierjüknek. Végül Sulla visszavonta a tribunusok vétójogát a szenátus törvényei ellen.
Sulla ezután gyengítette a különböző magisztrátusi tisztségek függetlenségét és presztízsét azzal, hogy növelte az évente megválasztott magisztrátusok számát, és előírta, hogy minden újonnan megválasztott quaestor automatikusan tagja legyen a szenátusnak. Ez a két reform lehetővé tette Sulla számára, hogy a szenátus létszámát 300-ról 600 tagra növelje. Ezzel megszűnt annak a szükségessége, hogy a censor összeállítsa a szenátorok listáját, mivel mindig, mint elegendő volt a magisztrátusok száma a szenátus betöltésére. A censori tisztség volt a legrangosabb az összes magisztátusi hivatal közül, és a censorok hatalmának csökkentésével ez a bizonyos reform tovább segítette a magisztrális tisztség presztízsének csökkentését. Emellett a magisztrátusok számának növelésével csökkent az egyes magisztrátusok presztízse, és nőtt az egyes magisztrátusi kollégiumokon belüli obstrukció lehetősége. Az obstrukció megelőzése érdekében a különböző magisztrátusok a szenátustól kértek tanácsot és útmutatást. Ez megnövelte a szenátus, mint a köztársasági állam legfőbb szervének jelentőségét.
A Szenátus presztízsének és tekintélyének további megszilárdítása érdekében Sulla kodifikálta a cursus honorumot, amely megkövetelte, hogy az egyén elérjen egy bizonyos életkort és tapasztalati szintet, mielőtt bármilyen hivatalért indulhatott volna. A múltban a cursus honorumot szokás szerint betartották, de valójában soha nem volt jogi követelmény. Azzal, hogy a szenátoroktól a korábbinál nagyobb tapasztalatot követelt meg, a szenátus mint testület presztízsét és ezáltal tekintélyét kívánta növelni.
Sulla annak kockázatát is csökkenteni akarta, hogy egy leendő tábornok megpróbálja magához ragadni a hatalmat, ahogy ő maga tette. Ennek a kockázatnak a csökkentése érdekében megerősítette azt a követelményt, hogy minden egyénnek tíz évet kell várnia, mielőtt újraválasztják bármely tisztségre. Ezután Sulla olyan rendszert hozott létre, amelyben minden konzul és praetor Rómában szolgált a hivatali évében, majd a hivatalból való kilépést követő évben kormányzóként egy tartományi hadsereget irányított. E két reform azt volt hivatott biztosítani, hogy egyetlen helytartó se vezényelhesse ugyanazt a hadsereget hosszabb ideig, hogy minimálisra csökkenjen annak a veszélye, hogy egy másik hadvezér megpróbáljon Róma ellen vonulni.
A reformok hatályba lépésével Sulla lemondott diktátori tisztségéről és visszavonult a magánéletbe Kr. e. 79-ben, majd a következő évben, Kr. e. 78-ban meghalt. A folyamatos római jelenléte nélkül Sulla reformjai hamarosan semmissé váltak.  Gnaeus Pompey Magnust és Marcus Licinius Crassust, Sulla két korábbi hadnagyát választották konzulnak Kr. e. 70-ben. Ők gyorsan felszámolták Sulla alkotmányának nagy részét. Míg a Szenátus továbbra is a köztársasági kormány elsődleges szerve maradt, és a magisztrátusok alávetették magukat az akaratának, a tribunusok visszaszerezték azokat a jogköröket, amelyeket Sulla elvett tőlük.

### Caesar reformjai

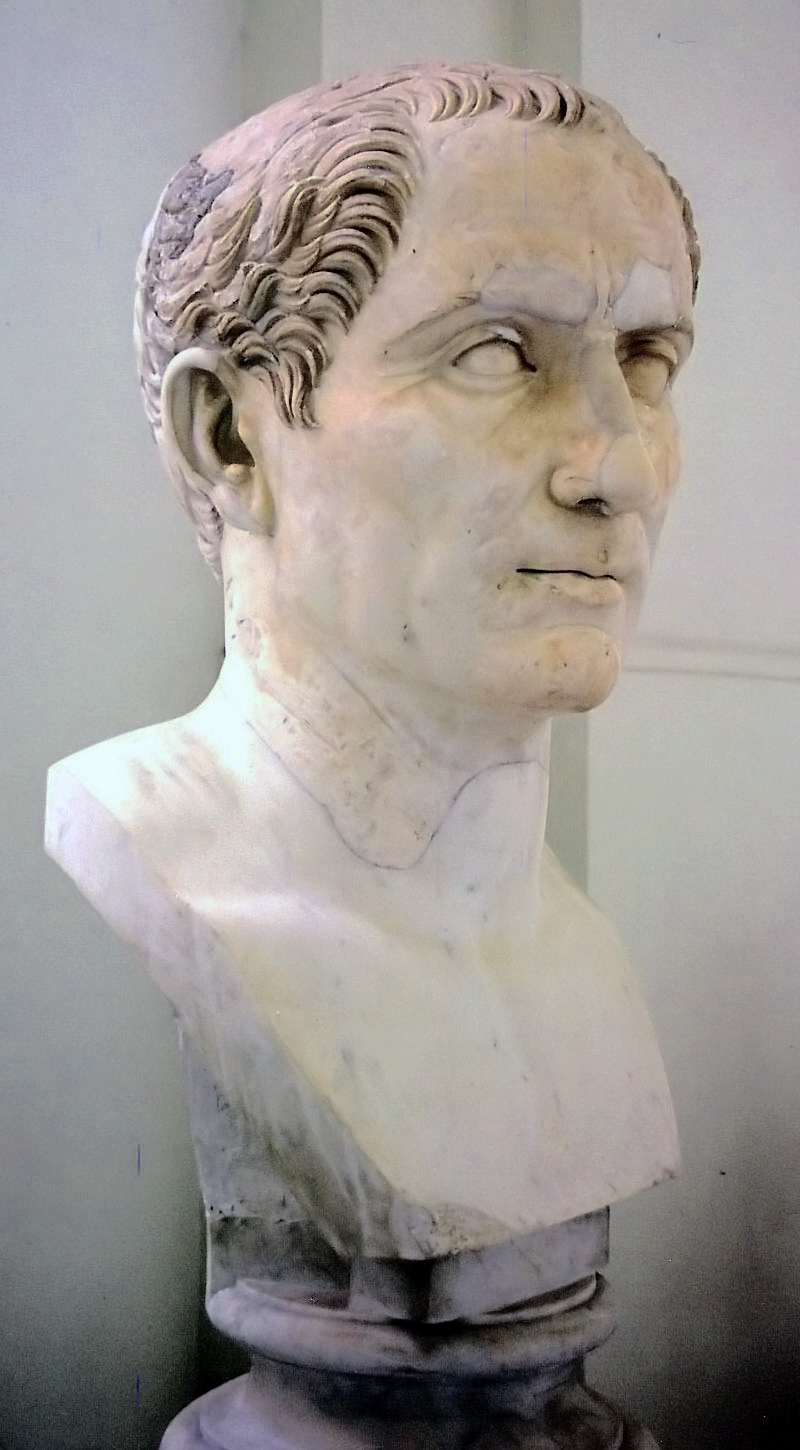
Julius Caesar diktátor átvette az irányítást a római kormányzat felett azzal, hogy minden köztársasági intézmény fölé helyezte magát

Julius Caesar Kr. e. 59-től 49-ig Galliában háborúzott, ami páratlan katonai hatalmat és népszerűséget biztosított számára Róma népe körében. A gall háborúk befejeztével a szenátus megparancsolta Caesarnak, hogy mondjon le katonai parancsnokságáról, és privatusként („magánpolgárként”) térjen vissza Rómába. Caesar ezt visszautasította, és ellenállását Kr. e. 49-ben azzal jelezte, hogy hadserege élén átkelt a Rubicon folyón, és illegálisan belépett Róma területére. Polgárháború alakult ki, amelynek végén Caesar Róma korlátlan ura lett.
A köztársaság legitim kormányának legyőzésével Caesar saját alkotmányos reformjának kezdeményezéséhez kezdett. Caesar azonnal hozzálátott, hogy elfoglalja a köztársaság különböző hivatalait. Először 49-ben nevezték ki diktátornak, de tizenegy napon belül lemondott. Kr. e. 48-ban újra kinevezték diktátornak, csak ezúttal határozatlan időre, Kr. e. 46-ban pedig tíz évre. Végül, Kr. e. 44-ben Caesart egy élete végéig diktátorrá nevezték ki. A diktatúra birtoklása mellett Caesar a konzuli tisztséget is betöltötte Kr. e. 48-ban, Kr. e. 46-ban, Kr. e. 45-ben és Kr. e. 44-ben. Azáltal, hogy a diktatúrát és a konzuli tisztséget egyidejűleg viselte, Caesar imperiuma ("katonai hatóság") volt a legfelsőbb, és minden tartományi kormányzó az ő akaratának volt alárendelve. Megkérdőjelezhetetlen parancsnoki hatalmával Caesar tetszés szerint eltávolíthatta hivatalából bármely polgári elöljárót vagy katonai parancsnokot.
Kr. e. 48-ban Caesar egy életre megkapta a tribunicia potestast ("Tribunusi hatalom"), amely megadta neki a tribunusok minden jogosítványát anélkül, hogy ténylegesen maga viselte volna a tisztséget. Személye szent és sérthetetlen volt, jogosult volt összehívni a szenátust, és ügyeket terjeszteni elé (beleértve a szenátus bármely intézkedésének megvétózását), jogosult volt megvétózni bármely bíró intézkedését (beleértve az ellene engedetlenek elleni gyorsított végrehajtást), és összehívhatta a plebejus tanácsot, és törvényhozást terjeszthetett elé. Lényeges, hogy a törvényszéki hatalom birtoklása anélkül, hogy ténylegesen betöltötte volna a tisztséget, lehetővé tette Caesarnak, hogy megvétózta a tribunusokat anélkül, hogy cserébe ők megvétózhatták volna. Caesar így uralta a plebejus tanácsot, megakadályozva a vele szemben álló tribunusok megválasztását. Legalább egy alkalommal egy tribunus megpróbálta őt akadályozni. Az ebben az ügyben vétkes tribunusokat a szenátus elé állították, és megfosztották hivataluktól. Az impeachment után Caesarnak nem volt többé ellenállása a tribunusi testület többi tagjának részéről.
Kr. e. 46-ban Caesar a Praefectura Morum ("Az erkölcsök prefektusa") címet adta magának. Míg maga a hivatal új intézmény volt, jogköre megegyezett a köztársasági censor hatáskörével. Így birtokolta a censorok hatalmát anélkül, hogy alávetette volna magát azoknak az ellenőrzéseknek, amelyeknek a rendes censorok alá voltak vetve. A szenátus sorai erősen megfogyatkoztak Caesar polgárháborúja miatt, ezért Caesar felhasználta censori hatalmát sok új szenátor kinevezésére, a szenátus létszáma így 900-ra nőtt. Az újonnan kinevezett szenátorok természetesen mind az ő pártfogoltjai voltak, ami megfosztotta a szenátusi arisztokráciát a tekintélyétől, és a szenátust egyre inkább alárendelte neki.
Míg a törvényhozó gyűlések továbbra is üléseztek, minden választásra jelöltnek az ő jóváhagyására volt szüksége, és minden, a képviselő-testületnek benyújtott törvényjavaslathoz az ő jóváhagyására volt szükség. Emiatt a gyűlések  gyakorlatilag tehetetlenné váltak, és képtelenek voltak szembeszállni Caesarral, vagy az ő irányításán kívül működni. Caesar ezután megnövelte az évente megválasztott magisztrátusok számát, ami tapasztalt magisztrátusok széles körét hozta létre, és lehetővé tette Caesar számára, hogy megjutalmazza támogatóit.Ez egyúttal gyengítette az egyes magisztrátusok, és így a magisztrátusi testületek egészének hatalmát is. Annak érdekében, hogy minimalizálja annak kockázatát, hogy egy másik tábornok megpróbálja megtámadni őt, Caesar törvényt fogadott el, amely a kormányzókra legfeljebb kétéves hivatali időszakot írt elő. Amikor Caesar elkezdett készülni a Pártus Birodalom elleni háborúra Kr. e. 44-ben, törvényt fogadott el, amely lehetővé tette számára, hogy Kr. e. 43-ban minden magisztrátust, Kr. e. 42-ben pedig minden konzult és tribunust ő nevezzen ki. Ezzel a különböző magisztrátusok a nép képviselőiből Caesar ügynökeivé váltak.
Caesart Kr. e. 44 márciusi idusán meggyilkolták . Az összeesküvők indítékai személyesek és politikaiak is voltak. Az összeesküvők többsége szenátor volt, és sokan dühösek voltak amiatt, hogy Caesar megfosztotta a szenátust hatalmának és tekintélyének nagy részétől. Olyan pletykák is terjedtek, hogy Caesar királlyá akarja kikiáltani magát. Caesar halálával az általa átvett különféle hatáskörök és tisztségek megszűntek, és számos alkotmányos reformja semmissé vált.

### Második triumvirátus
Julius Caesar meggyilkolását követően örökbefogadott fia, Caesar Octavianus, valamint Marcus Antonius és Marcus Aemilius Lepidus korábbi tábornokok Kr. e. 43-ban összefogtak, hogy legyőzzék Caesar gyilkosait és átvegyék a hatalmat a köztársaság felett. A Triumvirátus jogilag Triumviri Rei Publicae Constituendae Consulari Potestate ("Konzuli hatalommal rendelkező három férfiből álló testület a köztársaság helyreállítására") néven jött létre a Lex Titia elfogadásával.
A Triumvirátus öt évre kapott hatalmat a Köztársaság felett, és gyakorlatilag egy háromfős diktatúra volt. A triumvirek elfogadták a pozitív kollegialitási elveket, de a negatívakat nem. Mindhárom triumvirt teljes hivatali hatalommal ruházták fel és nem vétózhatták meg a többieket. Hasonlóan Caesar diktatúrájához, a triumvirek imperiumot kaptak minden polgári magisztrátus és az akaratuknak alárendelt tartományi kormányzó felett. Legfelsőbb katonai hatalmuk triumvireknek lehetővé tette a triumvirek számára, hogy tetszés szerint eltávolítsanak bármely polgári magisztrátust vagy katonai parancsnokot. Az előttük élt Caesarhoz hasonlóan a triumvirek is rendelkeztek azzal a hatalommal, hogy minden magisztrátust kinevezzenek, és (tárgyalás nélkül) megbüntessék azokat, akik nem engedelmeskedtek a parancsaiknak.
A Kr-e.42-ben lezajlott philippi csata után a triumvirek megállapodást kötöttek a köztársaság területének felosztásáról. Octavianus megkapta Gallia, Hispania és Italia tartományokat. Antonius megkapta Görögországot, Asia provinciát  és a köztársaság keleti klienskirályait (beleértve Egyiptomot VII. Kleopátra királynő alatt). Lepidus, a triumvirátus legfiatalabb tagjának Africa tartománya maradt. A triumvirátus hatalmát újabb ötéves időszakra meghosszabbították Kr. e. 37-től kezdődően. Kr. e. 36-ban Octavianus és Lepidus közös hadműveletet indított a Szicíliát uraló lázadó Sextus Pompeius ellen. A kezdeti kudarcok ellenére Sextus flottáját szinte teljesen megsemmisítette Octavianus hadvezére, Marcus Vipsanius Agrippa a Naulochus-i tengeri csatában. Lepidus és Octavianus is összegyűjtötte a magukat megadó csapatokat, de Lepidus elég erősnek érezte magát ahhoz, hogy magának követelje Szicíliát, és megparancsolta Octavianusnak, hogy vonuljon ki onnan. Lepidus csapatai azonban elhagyták őt, és átálltak Octavianushoz, mivel belefáradtak a harcba, és csábítónak találták Octavianus pénzígéreteit. Lepidus megadta magát Octavianusnak, és kizárták a Triumvirátusból, de megengedték neki, hogy megtartsa Pontifex Maximus pozícióját. A köztársaságot ettől fogva Octaviánus nyugaton míg Antonius keleten kormányozta. Bár a triumvirátus hivatalosan Kr. e. 33 végén megszűnt, mindkét férfi továbbra is kormányozta a saját felét.
Antonius annak ellenére, hogy feleségül vette Octaviát, Octavianus húgát, nyíltan együtt élt Alexandriában Kleopátra egyiptomi királynővel, sőt még gyermekekei is születtek tőle. Octavianus egyiptomiellenes propagandával  a közvéleményt kollégája ellen fordította. Octavianus Kr. e. 32-ben illegálisan megszerezte Antonius végrendeletét, és nyilvánosságra hozta azt: jelentős hagyatékot ígért Antonius gyermekeinek Kleopátrától, és utasításokat hagyott a holttestének Alexandriába szállítására és ottani eltemetésre. Róma felháborodott ezen, és a szenátus hadat üzent Kleopátrának, ami fontos különbségtétel, mert Octavianus nem akarta, hogy a római nép ezt a háborút polgárháborúnak tekintse. Octavianus csapatai döntő vereséget mértek Antonius és Kleopátra erőire a görögországi actiumi csatában Kr. e. 31-ben, és Kr. e. 30-ban Egyiptomba üldözték őket. Ezután Antonius és Kleopátra is öngyilkosságot követtek el Alexandriában, Octavianus pedig személyesen vette át Egyiptom és Alexandria irányítását.
Antonius teljes veresége és Lepidus marginalizálódása lehetővé tette, hogy Octavianus a római világ egyedüli ura legyen.

## Birodalommá alakulás

### Első egyezség

A clupeus uirtutis vagy becsületpajzs, amelyet a szenátus adományozott Augustus Caesarnak, az "Augustus" névvel és azzal a joggal, hogy tölgykoszorút helyezzen el az ajtaja fölött

A Julius Caesar és Marcus Antonius által tanúsított nyílt anti-elitizmust elkerülve Augustus módosította a politikai rendszert ebben az egyezségben, elfogadhatóvá téve azt Róma szenátori osztálya számára.
Kr. e. 28-ban Augustus érvénytelenítette a polgárháborús korszak vészhelyzeti hatalmát, majd a következő évben bejelentette, hogy minden hatalmát és tartományát visszaadja a szenátusnak és a római népnek. Miután a szenátorok felháborodtak e kilátás miatt, Augustus vonakodást színlelve tízéves felelősséget vállalt a "rendezetlen provinciákért". Ennek eredményeként Augustus fenntartotta imperiumát azokban a provinciákban, ahol Róma katonaságának nagy többsége állomásozott.
Az egyezség második része címváltozással járt. Először is princeps lesz belőle. Ez a cím nagyjából annyit tesz, hogy "első a sorrendben". Ez hagyományosan a szenátus vezetőjét jelentette, és biztosította az első felszólalási jogot az üléseken. A cím hihetővé tette azt az állítását, hogy ő a polgárháborúk során megromlott köztársasági intézmények helyreállítója.
Lucius Munatius Plancus indítványára megkapta az Augustus tiszteletbeli nevet is, így teljes neve Imperator Caesar divi filius Augustus lett. Imperator a katonai hatalmat és a győzelmet hangsúlyozta, kiemelve főparancsnoki szerepét. A divi filius, fordítása "az isten fia", azt mutatta, hogy bár neki nem volt "istenkomplexusa" és nem volt önkényúr, mégis az istenek vállán ült, ami erősítette a legitimitását. Octavianus így kapcsolatot teremtett az istenített Juliusszal, illusztrálva, honnan szerezte tekintélyét. Végül Augustus a vallási tekintély bélyegét jelentette. Az „kiemelkedő” vagy „fenséges” jelentésű elnevezés, az uralkodót Róma hagyományaihoz kötötte, alkotmányon kívüli státuszt adott neki, elhatárolásként szolgált „Octavianus rémuralmától”, és nem utalt túlságosan önkényuralomra utaló, mint a rexhez.

### Második egyezség

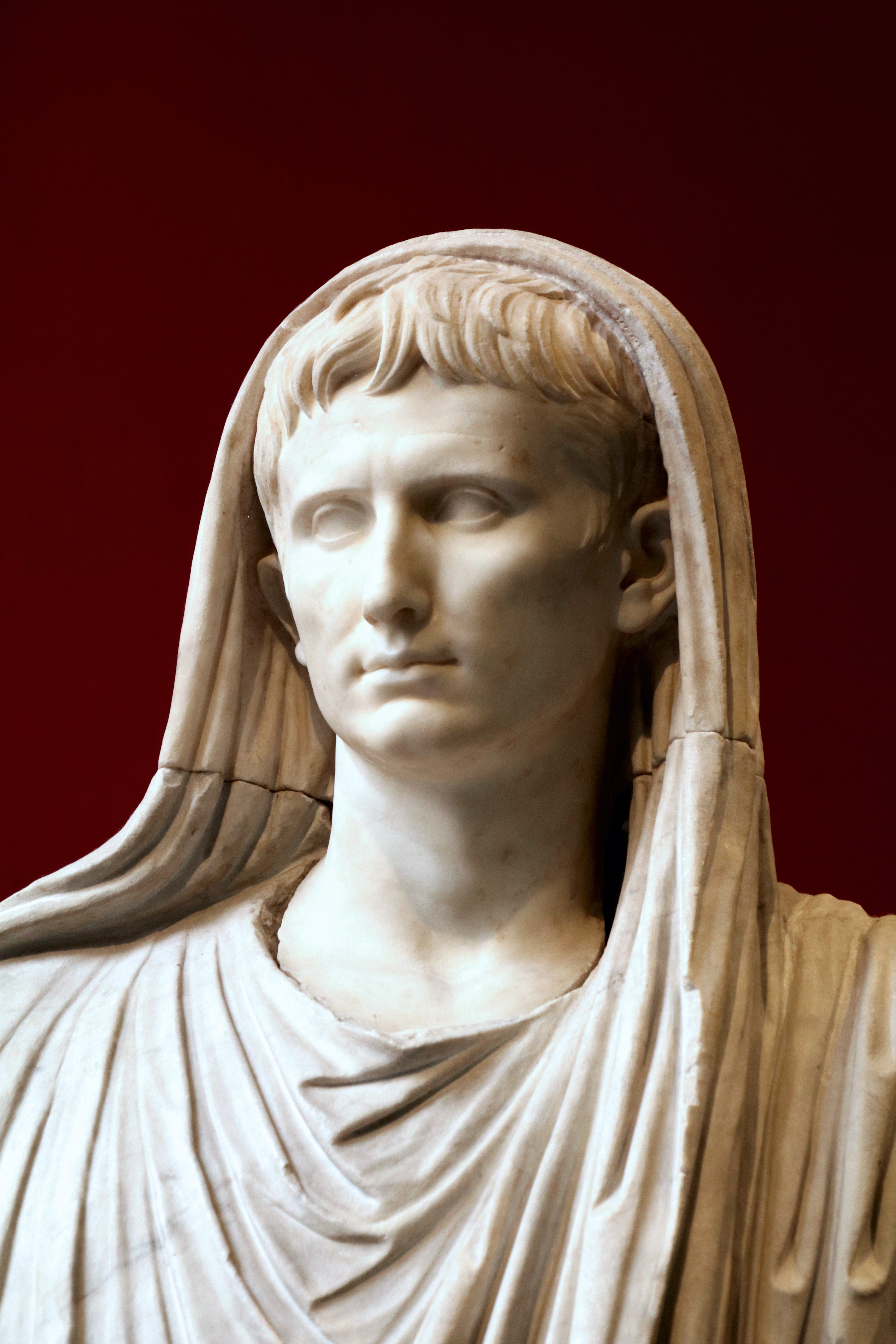
Augustus mint pontifex maximus portréja a Via Labicana Augustus szobron, amely a késő Augustus korszakból származó római műalkotás, a Kr. e. 1. század utolsó évtizedében készült

A második egyezséget Kr. e. 23-ban jelentették be, Augustus betegsége miatt. Augustus tudatában annak, hogy a konzuli tisztség megtartása gátolta pártfogói jogkörét, és ellenérzéseket kelthetett Róma feltörekvő politikai csillagai körében (az elmúlt tíz évben ő tartotta meg a nagyhatalmú vezető pozíciót), teljesen lemondott a konzuli tisztségről. Ami azonban a hatalmat illeti, a kompenzáció, amelyet kapott, több mint megfelelő volt:
- Noha nem volt szó szerint konzul, fenntartotta a jogot, hogy a Kúria elején a konzulok emelvényén helyet foglaljon.
- Elnyerte a ius primae relationis-t, vagyis azt a jogot, hogy elsőként szólaljon fel a szenátus ülésén.
- Biztosították számára a szenátus ülésének összehívásának jogát, amely hasznos eszköze a politikai döntéshozatalnak és a res publica illúziójának fenntartásának.

Ahelyett, hogy a konzuli hatalomra támaszkodott volna, amelyről lemondott, inkább a tribunicia potestasra, vagyis a tribunusi hatalomra támaszkodott, amely lehetővé tette számára, hogy:
1. törvényeket javasoljon a szenátusnak, amikor csak akarja.
2. megvétózzon minden olyan törvényt, amit akart.
3. amnesztiát adjon minden bűncselekménnyel vádolt állampolgárnak.[7]

Miközben gyakorlatilag Augustusnak biztosította a törvényhozó hatalmat, a tribunusi hatalom tisztelete a köztársaság hagyományaihoz visszanyúló, népi konnotációkkal bírt, és így nem volt sértő az arisztokráciára nézve. A szenátus vezetőjeként Augustus most már a római nép szabadságának és jólétének őre is volt.
Rómán túl Augustus egyfajta nagyobb prokonzuli imperiumot kapott. Ez a pozíció a saját tartományai és hadseregei irányítása mellett azt is jelentette, hogy gyakorlatilag felülbírálhatta a Római Birodalom bármely más tartományi helytartójának parancsait, amit - amint azt a cirénei rendeletek jelzik, készségesen meg is tett.
Normális esetben a köztársasági időkben az Augustus által birtokolt hatalmak a második egyezség után is több ember között oszlottak volna meg, akik egy-egy kolléga közreműködésével és meghatározott ideig gyakorolták volna azokat. Augustus ezeket egyszerre, egyedül és időkorlátozás nélkül gyakorolta; még azok is, amelyeknek névlegesen volt időkorlátjuk, automatikusan megújultak, amikor lejártak.

### További hatáskörök
Ezek a reformok egyben azt is jelentették, hogy Augustust minden későbbi római katonai győzelemért elismerésben részesítették, mivel Róma seregeinek többsége azokban a császári tartományokban állomásozott, amelyeket Augustus a legatusokon keresztül irányított, akik a princeps helyettesei voltak a tartományokban. Ezen túlmenően, ha egy csatát egy szenátori tartományban vívtak, Augustus prokonzuli imperium maiusa lehetővé tette számára, hogy átvegye a parancsnokságot (vagy az érdemeket) bármilyen jelentős katonai győzelemért. Ez azt jelentette, hogy Augustus volt az egyetlen egyén, aki diadalmenetet tarthatott. Ez a hagyomány Romulusszal, Róma első királyával és első diadalmas hadvezérével kezdődött. Lucius Cornelius Balbus volt az utolsó férfi Augustus családján kívül, aki megkapta ezt a megtiszteltetést Kr. e. 19-ben.
Kr. e.19-ben a szenátus Augustusnak az általános konzuli imperium egy formáját biztosította, amely valószínűleg imperium consulare maius volt, hasonlóan a prokonzuli hatalmakhoz, amelyeket Kr. e. 23-ban kapott. A tribunus hatalmához hasonlóan a konzuli hatalom is újabb példa volt arra, hogy olyan tisztségekből szerezzen hatalmat, amelyeket valójában nem töltött be. Ezenkívül Augustus a nyilvánosság előtt és a szenátus előtt viselhette a konzuli jelvényeket,  valamint, hogy a két konzul közötti szimbolikus székben ülhetett, és kezében tarthatta a konzuli hatalom jelképét, a fascest.
Kr. e. 12-ben,március 6-án Lepidus halála után ezenkívül felvette a  pontifex maximus címet is. Ezzel ő lett a római vallás főpapja is.
Kr. e. 2-ben, február 5-én Augustus a pater patriae, vagyis „az ország atyja” címet is megkapta.

## Fordítás
Ez a szócikk részben vagy egészben  a   Constitutional reforms of Augustus című angol Wikipédia-szócikk ezen változatának fordításán alapul.  Az eredeti cikk szerkesztőit annak laptörténete sorolja fel. Ez a jelzés csupán a megfogalmazás eredetét és a szerzői jogokat jelzi, nem szolgál a cikkben szereplő információk forrásmegjelöléseként.